# Anouk Hoogendijk
Anouk Anna Hoogendijk (Woerden, 6 maggio 1985) è un'ex calciatrice olandese, di ruolo centrocampista.
Dal 2005 al 2015 ha indossato la maglia della nazionale olandese, con la quale ha totalizzato 103 presenze e nove gol.

## Carriera

### Club
Anouk Hoogendijk acquisì notorietà mediatica a 12 anni, come partecipante al programma televisivo Geef Nooit Op (Non arrendersi mai).
Dopo una militanza senza presenze nel Saestum, firmò per l'Utrecht nei primi anni dell'Eredivisie vrouwen, nel 2007. Hoogendijk realizzò il suo desiderio di giocare all'estero quando nel gennaio 2011 firmò un contratto di otto mesi con la squadra inglese del Bristol Academy, militante all'epoca nella FA Women's Super League.
Nel febbraio 2012 Hoogendijk ritornò all'Utrecht, per poi trasferirsi al neocostituito Ajax, sezione femminile dell'omonimo plurititolato club di Amsterdam, nel maggio 2012. La squadra si rivela competitiva e nella prima stagione (BeNe League 2012-2013), dove le otto squadre belghe e olandesi disputarono due gironi separati, riesce a terminare la prima fase al quarto posto che le garantisce l'accesso alla successiva poule scudetto, terminando il campionato nuovamente al quarto posto, e terminando nel frattempo la scalata alla Coppa dei Paesi Bassi ai quarti di finale.
Nel gennaio 2014 Hoogendijk decide di lasciare la società per sottoscrivere un contratto con l'Arsenal e tornare a giocare nel campionato inglese. La sua presenza è comunque breve, decidendo nell'estate dio quello stesso anno di rientrare nel Paesi Bassi e di accordarsi nel luglio 2014 nuovamente con l'Ajax Vrouwen per la stagione entrante.
La stagione di BeNe League 2014-2015 vede perdere un'ulteriore squadra, fissando a tredici le società impegnate nel torneo. Hoogendijk contribuisce al raggiungimento del terzo posto in campionato e ad accedere alla finale di Coppa dei Paesi Bassi 2015 dove viene superata per 3-2 dalle avversarie del Twente. Al termine della terza stagione di BeNe League le squadre olandesi e la KNVB non riuscirono a trovare un accordo sull'aspetto finanziario della partecipazione delle squadre alle successive stagioni, di conseguenza entrambe le federazioni decisero di concludere il campionato e di tornare all'organizzazione dei rispettivi campionati nazionali.
Per la stagione 2015-2016 la società iscrive la squadra all'Eredivisie, torneo a otto squadre riproposto dalla federazione olandese dopo la sua soppressione nel 2012. L'Ajax si conferma squadra competitiva, in grado di competere con il Twente per il titolo concludendo a pari punti, 56, il campionato ma costretta a cedere il titolo per una peggiore quantità di vittorie, una in meno delle avversarie. Nuovamente riesce ad accedere alla finale di Coppa dei Paesi Bassi venendo però battuta dalle avversarie del ADO Den Haag per 1-0.
La stagione successiva il campionato prevede una diversa formula, con una prima fase a otto squadre ed una seconda alla quale accedono le prime quattro in un minigirone all'italiana che determinerà la vincitrice. La squadra si rivela nettamente superiore alle concorrenti, andando a chiudere sia la prima fase che la seconda del campionato al primo posto davanti al Twente, risultato che le garantisce l'accesso alla stagione 2017-2018 di UEFA Women's Champions League, e superando per 3-0 in finale il PSV/FC Eindhoven in KNVB beker vrouwen, con Hoogendijk che festeggia con le compagne il primo double nella storia sportiva della sezione femminile dell'Ajax.

### Nazionale
Il 6 agosto 2005 Hoogendijk debuttò per la nazionale di calcio femminile dei Paesi Bassi, subentrando nell'intervallo tra il primo ed il secondo tempo nella sconfitta per 2-0 contro il Giappone a Zeist.
Hoogendijk giocò ogni partita della nazionale dei Paesi Bassi al Campionato europeo femminile di calcio 2009, dove la squadra raggiunse la semifinale: nei quarti di finali, realizzò il rigore con cui la squadra batté la Francia.
Nel giugno 2013 l'allenatore della nazionale Roger Reijners convocò Hoogendijk nella squadra per Campionato europeo femminile di calcio 2013 in Svezia.

## Palmarès

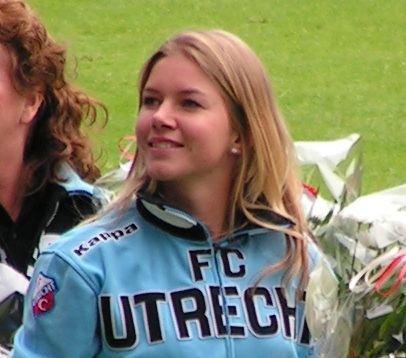
Hoogendijk festeggia la Coppa d'Olanda vinta dall'Utrecht nel 2010

- Campionato olandese: 1

Ajax: 2016-2017
- Coppa dei Paesi Bassi: 1

Utrecht: 2009-2010
- FA Women's Cup: 1

Arsenal: 2013-2014
- Supercoppa dei Paesi Bassi: 3

Saestum: 2005, 2006
Utrecht: 2010